# Station Kiernozia
Station Kiernozia is een spoorwegstation in de Poolse plaats Kiernozia.